# The Killers Demo
The Killers Demo var det amerikanska rockbandet The Killers första demo, inspelad sent 2001 och producerades av bandet. Demon gavs ut gratis av bandmedlemmarna under deras spelningar, 2002. Demon spelades in innan Ronnie Vannucci Jr. och Mark Stoermer hade gått med i bandet; Matt Norcross spelade trummor på alla fyra låtarna medan Dell Neal spelade elbas på "Replaceable" och "Under The Gun". Gitarristen Dave Keuning spelade bas på "Mr. Brightside" och "Desperate".
Demon fick stor uppmärksamhet i och runt Las Vegas. Tidningen City Life skrev att "Mr. Brightside" var "en av de bästa lokala låtarna på mycket länge" och att "The Killers är inte som något annat band i stan, tack och lov."
En ny inspelad version av "Mr. Brightside" skulle senare medverka på bandet debutalbum, Hot Fuss. Låten blev även en hitsingel och har uppnått enorm popularitet världen över. "Under the Gun" nyinspelades och agerade B-sida till "Somebody Told Me", och finns även med på bandets samlingsalbum från 2007, Sawdust.
Demon är mycket sällsynt, men alla låtar har funnits på Internet sedan bandet slog igenom under 2005.

## Låtlista
Alla låtar skrivna och komponerade av Brandon Flowers och Dave Keuning.
1. "Under the Gun" (2:43)
2. "Desperate" (4:15)
3. "Mr. Brightside" (4:25)
4. "Replaceable" (3:52)

## Personal
- Brandon Flowers – sång, keyboard
- Dave Keuning – gitarr, bas
- Dell Neal – bas
- Matt Norcross – trummor